# Sphaerolobium macranthum
Sphaerolobium macranthum är en ärtväxtart som beskrevs av Meissner. Sphaerolobium macranthum ingår i släktet Sphaerolobium och familjen ärtväxter. Inga underarter finns listade i Catalogue of Life.